# Eupithecia chesiata
Eupitecia chesiata es una especie de polilla de la familia Geometridae. La especie fue descrita por primera vez por Karl Dietze en 1910 con distribución en China, especialmente en la región de Sinkiang. El sintipo de la especie fue descrita en los alrededores de Korla, sector Sai-chin, de Turkestan.